# Dryophytes squirellus
A Dryophytes squirellus a kétéltűek (Amphibia) osztályának békák (Anura) rendjébe, a levelibéka-félék (Hylidae) családjába, azon belül a Hylinae alcsaládba tartozó faj. Fouquette és Alain Dubois 2014-es megállapítása szerint az eredeti kiadványban  említettekkel ellentétben ennek a fajnak az eredeti leírója nem Bosc, hanem Daudin francia zoológus.

## Előfordulása
A faj az Amerikai Egyesült Államok délkeleti részén él Texastól Virginiáig. Természetes élőhelye nyílt erdők, lakott területek.

## Megjelenése
A Dryophytes squirellus kis méretű békafaj, a kifejlett példány mérete körülbelül 40 mm. Számos színváltozata létezik, a leggyakoribb a zöld, de lehetnek sárgásak vagy barnák is, néha fehér vagy barna foltokkal.